# Abel Xavier
Abel Luís da Silva Costa Xavier (wym. [ɐˈbɛɫ ʃɐviˈɛɾ]; ur. 30 listopada 1972 w Nampuli, Mozambik) – piłkarz portugalski, wielokrotny reprezentant Portugalii. Występował na pozycji obrońcy. Trener piłkarski.

## Kariera
Piłkarz kolejno takich klubów jak Estrela Amadora, SL Benfica, AS Bari, Real Oviedo, PSV Eindhoven, Liverpool F.C., Everton F.C., Galatasaray SK, Hannover 96, AS Roma, Middlesbrough F.C. oraz Los Angeles Galaxy. Latem 2005 roku podpisał kontrakt z angielskim klubem Middlesbrough F.C., ale 23 listopada tego roku został przyłapany na stosowaniu środków dopingujących i ukarany osiemnastomiesięcznym zakazem gry. 17 lipca 2006 roku zmniejszono karę do 12 miesięcy. 7 listopada 2006 roku skończyła mu się kara i podpisał nową umowę z klubem Middlesbrough. W sierpniu 34-latek dołączył do Los Angeles Galaxy i podpisał kontrakt na rok z możliwością przedłużenia o kolejne dwa sezony. W 2008 roku zakończył karierę.
W grudniu 2009 roku postanowił przejść na islam oraz rozpoczął działalność charytatywną w ONZ. Kiedy zmienił swoją wiarę, przyjął imię Faisal.